# Брідж-Сіті (Техас)
Брідж-Сіті (англ. Bridge City) — місто (англ. city) в США, в окрузі Орандж штату Техас. Населення — 9546 осіб (2020).

## Географія
Брідж-Сіті розташований за координатами 30°1′55″ пн. ш. 93°50′27″ зх. д. / 30.03194° пн. ш. 93.84083° зх. д. (30.031969, -93.840734).  За даними Бюро перепису населення США в 2010 році місто мало площу 17,64 км², з яких 16,06 км² — суходіл та 1,58 км² — водойми.

## Демографія
Згідно з переписом 2010 року, у місті мешкало 7840 осіб у 2945 домогосподарствах у складі 2232 родин. Густота населення становила 445 осіб/км².  Було 3563 помешкання (202/км²).
Расовий склад населення:
| - 92,9 % — білих - 2,0 % — азіатів - 0,4 % — корінних американців - 0,3 % — чорних або афроамериканців - 2,4 % — осіб інших рас |

До двох чи більше рас належало 2,0 %. Частка іспаномовних становила 7,1 % від усіх жителів.
За віковим діапазоном населення розподілялося таким чином: 25,8 % — особи молодші 18 років, 61,3 % — особи у віці 18—64 років, 12,9 % — особи у віці 65 років та старші. Медіана віку мешканця становила 36,2 року. На 100 осіб жіночої статі у місті припадало 99,7 чоловіків;  на 100 жінок у віці від 18 років та старших — 97,4 чоловіків також старших 18 років.
Середній дохід на одне домашнє господарство  становив 67 483 долари США (медіана — 62 763), а середній дохід на одну сім'ю — 70 459 доларів (медіана — 67 639). За межею бідності перебувало 14,9 % осіб, у тому числі 17,6 % дітей у віці до 18 років та 8,5 % осіб у віці 65 років та старших.
Цивільне працевлаштоване населення становило 3646 осіб. Основні галузі зайнятості: освіта, охорона здоров'я та соціальна допомога — 21,7 %, виробництво — 13,8 %, будівництво — 13,5 %.